# Fußball in der Slowakei

Logo des slowakischen Fußballverbandes

Fußball in der Slowakei bezieht sich auf den in der slowakischen Fußball seit der Gründung des ersten slowakischen Fußballverbands 1919.

## Geschichte
Fußball ist der populärste Sport in der Slowakei. Der erste Fußballverein auf dem Gebiet der heutigen Slowakei wurde 1895 in Prešov gegründet. Im Jahr 1919 entstand noch unter dem ungarischen Namen Szlovenszkói Labdarúgók Szövetsége der erste slowakische Fußballverband. 1922 kam es in den drei slowakischen Verwaltungseinheiten (West, Mittel, Ost) zum ersten Bewerb, wobei der erste slowakische Meister I. ČsŠK Bratislava wurde. Der erste gesamtstaatliche Bewerb begann in der Tschechoslowakei 1925, bei dem die Slowakei von I. ČsŠK Bratislava vertreten wurde, der 1927 als tschechoslowakischer Amateurmeister seinen ersten Titel gewann. Bedeutend war in der Mannschaft vor allem Štefan Čambal, der später als Spieler von Slavia Prag der erste professionelle slowakische Fußballer im tschechischen Landesteil wurde. Als denkwürdig gilt das am 26. Mai 1929 stattgefundene Spiel zwischen I. ČsŠK Bratislava und dem englischen Spitzenteam von Newcastle United, bei welchem die Bratislavianer mit 8:1 siegten.
Der erste slowakische Fußballer in der tschechoslowakischen Nationalmannschaft war Pavol Šoral, der sein Debüt 1929 gegen Jugoslawien hatte. Štefan Čambal war Teil jenes tschechoslowakischen Teams, das bei der Fußball-Weltmeisterschaft 1934 in Italien die Silbermedaille holte. Von 1939 bis 1945 fungierte in der Slowakei ein eigenständiger slowakischer Fußballverband und eine eigenständige slowakische Liga. Bei ihrem historisch ersten internationalen Spiel besiegte die Slowakei Deutschland mit 2:0. Im Jahr 1945 wurde der tschechoslowakische Verband und die gemeinsame Nationalmannschaft erneuert. Im Jahr 1949 wurde Sokol NV Bratislava (der heutige Verein ŠK Slovan Bratislava) zum ersten Mal tschechoslowakischer Meister. Unter Trainer Leopold Šťastný traten in diesem Team besonders die Spieler Michal Vičan, Emil Pažický, Vlastimil Preis und Božin Laskov hervor. Der Erfolg auf gesamtstaatlicher Ebene konnte 1950 und 1951 wiederholt werden. Seit 1953 war die Slowakei mit drei Mannschaften in der tschechoslowakischen Liga vertreten, 1955 gewann Slovan Bratislava seinen vierten Titel und die Anzahl slowakischer Teams in der gesamtstaatlichen Liga stieg auf sechs. 1959 holte Slovans Rivale Červená hviezda Bratislava den tschechoslowakischen Titel.
Bei der Fußball-Weltmeisterschaft 1962 feierte die tschechoslowakische Nationalmannschaft einen großen Erfolg, zur Silbermedaille trugen acht slowakische Teamspieler bei (Viliam Schrojf, Ján Popluhár, Adolf Scherer, Andrej Kvašňák, Jozef Adamec, Jozef Štibrányi, Jozef Bomba, František Schmucker). 1969 führte Trainer Michal Vičan den Klub Slovan Bratislava zu seinem bisher größten Erfolg, als dieser nach einem 3:2-Sieg über den FC Barcelona als einziger tschechoslowakischer Verein den Europapokal gewann. Die Jahre 1968 bis 1974 waren die goldenen Jahre von Spartak Trnava, die fünfmal tschechoslowakischer Meister wurden, den Mitropapokal gewannen (1967) und am Halbfinale des Europapokals der Landesmeister teilnahmen (1969). In den Jahren 1973 bis 1976 wurde Spartak Trnava erneut von Slovan Bratislava als tschechoslowakisches Meisterteam abgelöst. Slovans Spieler (Jozef und Ján Čapkovič, Marián Masný, Ján Švehlík, Ján Pivarník, Alexander Vencel senior, Anton Ondruš, Koloman Gögh) bildeten dann das Rückgrat jener tschechoslowakischen Repräsentation, die bei der Fußball-Europameisterschaft 1976 in der Nacht von Belgrad gegen Deutschland gewann und zum Europameister aufstieg. Außer den Slovanisten waren auch noch die slowakischen Spieler Jozef Móder, Ladislav Jurkemik und Karol Dobiaš im goldenen Team vertreten, womit die insgesamt 15 Slowaken die Mehrheit der siegreichen tschechoslowakischen Mannschaft stellten.
1980 führte der slowakische Trainer Jozef Vengloš zusammen mit dem Tschechen Václav Ježek das tschechoslowakische Team zum dritten Platz bei der Europameisterschaft in Italien und zur Goldmedaille bei den Olympischen Sommerspielen in Moskau. Auch hier waren slowakische Spieler beteiligt (Barmoš, Kozák, Jurkemik, Ondruš, Masný in Italien, Seman und Kunzo in Moskau). Im Jahr 1992 erlangte Slovan Bratislava den letzten föderatlen Titel. Nach der Unabhängigkeit der Slowakei 1993 wurde die föderale Liga noch bis zum Sommer des Jahres fertiggespielt, im Herbst 1993 begann die erste Liga der Slowakischen Republik: die Fortuna liga. Sie besteht aus 12 Mannschaften, bekannte Vereine sind neben ŠK Slovan Bratislava (erster slowakischer Meister 1994) und Spartak Trnava auch FK AS Trenčín und MŠK Žilina. Bisher haben drei slowakische Clubs die Gruppenphase der UEFA Champions League erreicht: 1. FC Košice (1997/98), FC Artmedia Bratislava (2005/06) und MŠK Žilina (2010/11). Auf nationaler Ebene wird noch die 2. Liga gespielt, während die 3. Liga in vier Gruppen (Bratislava, West, Mitte und Ost) geteilt ist. Weiter unten in der Fußballhierarchie stehen die 4. Liga mit sieben Gruppen und die 5. Liga mit vierzehn Gruppen. Danach folgen 38 Regionalligen, die von jeweiligen Regionalfußballverbänden organisiert werden.
Die Slowakische Fußballnationalmannschaft qualifizierte sich erstmals für die Fußball-WM 2010 in Südafrika, bei welcher sie in der Vorrunde 3:2 gegen den Titelverteidiger Italien gewann und sich für das Achtelfinale qualifizierte. Die Slowakei schied nach einer 1:2-Niederlage gegen die Niederlande aus. Bei der Fußball-Europameisterschaft 2016 in Frankreich erreichte die Mannschaft das Achtelfinale, wo sie mit 0:3 gegen Deutschland ausschied. Die beste Platzierung in der FIFA-Weltrangliste war Platz 14 im Jahr 2015. Die Heimstätte der Nationalmannschaft ist das Národný futbalový štadión (NFŠ, deutsch Nationales Fußballstadion) in Bratislava, welche das alte Stadion Tehelné pole ersetzte, daneben nutzte die Mannschaft auch das Pasienky-Stadion ebenfalls in Bratislava sowie Stadien in Trnava, Žilina und vereinzelt in anderen Städten. Bekannte Fußballspieler, die sich auch im Ausland durchgesetzt haben, sind Róbert Vittek, Marek Hamšík und Martin Škrteľ. Peter Dubovský, der zwei Saisons für den spanischen Topclub Real Madrid gespielt hatte, starb mit nur 28 Jahren aufgrund eines Urlaubsunfalls in Thailand.

## Fußballverband
Der Slowakische Fußballverband war Mitglied der FIFA ab April 1939 bis 1945 und ist es auch wieder seit 1993.

## Nationalmannschaft
Die Männernationalmannschaft kam in letzter Zeit in Fahrt und konnte sich als Gruppensieger für die Fußball-Weltmeisterschaft 2010 in Südafrika qualifizieren. Nachdem die slowakische Mannschaft überraschend gegen den Weltmeister Italien  mit 3:2 gewonnen hat, qualifizierten sich die Slowaken auch für das Achtelfinale, wo sie jedoch nach einer 2:1-Niederlage gegen den späteren Finalteilnehmer Niederlande ausschieden. Der derzeitige Nationaltrainer in der Slowakei ist Vladimír Weiss. Die Nationalmannschaft der Frauen wird von Zsolt Paluszta trainiert.

## Meisterschaft

Logo der Corgoň liga

Die slowakische Fußballmeisterschaft für Vereinsmannschaften wird alljährlich in der bis 2014 so genannten Corgoň liga ausgetragen. Sie ist die höchste Spielklasse und wird von der in Nitra beheimateten Brauerei Corgoň gesponsert. Zur Saison 2014/15 wurde die Corgoň Liga in "Fortuna Liga" umbenannt.  Die erste slowakische Fußballliga entstand in ihrer heutigen Form im Jahre 1993, als man nach Ende der Föderation mit Tschechien die gemeinsame Spielklasse nicht mehr fortsetzte. Das Zuschauerinteresse ist relativ gering. Es lag 2007/08 bei ca. 3000 Zuschauern/Spiel. Dabei muss allerdings berücksichtigt werden, dass die Slowakei nur 5,5 Mio. Einwohner hat. Die Klubs verkaufen ihre Spieler an finanziell stärkere Klubs in Richtung Westen, neuerdings geht es aber auch in Richtung Ost, Nord und Süd. Beispiele für Spieler, die sich in einen der international bedeutenden Ligen etabliert haben, sind Marek Hamšík, der beim italienischen Verein SSC Neapel unter Vertrag steht oder Peter Pekarík, der aktuell für den Bundesligisten Hertha BSC unter Vertrag steht und früher für den MŠK Žilina gespielt hat.
Der Rekordmeister ist Slovan Bratislava mit acht Titeln, der nach der Saison 2003/04 in die 2. slowakische Liga abstieg. Der Wiederaufstieg gelang zur Saison 2006/07. Seit 2003 haben sich mit MŠK Žilina, FC Petržalka 1898 und MFK Ružomberok jedoch andere Mannschaften in den Vordergrund gespielt.
Die zweite Spielklasse der Slowakei nennt sich seit der Saison 2006/07 "1. Liga", die dritte Spielklasse ist unterteilt in die 2. Liga West und die 2. Liga Ost. Die 1. Liga spielt wie die Corgoň Liga zurzeit mit 12 Mannschaften, die beiden 2. Ligen spielen mit 16 Mannschaften.
1997 gelang der 1. FC Košice als erster slowakischer Verein die Teilnahme an der Champions League, wo sie jedoch bereits in der Gruppenphase ausschieden.

## Pokal
Der Slowakische Fußballpokal (slowakisch Slovenský pohár) ist der Fußball-Pokalwettbewerb für slowakische Vereinsmannschaften. Er wird jährlich vom Slowakischen Fußballverband (slowak. Slovenský futbalový zväz, SFZ) veranstaltet.

Der Pokal wird seit der Saison 1969/70 ausgetragen, der erste Sieger war die Mannschaft von Slovan Bratislava.

Rekordsieger ist Slovan Bratislava mit insgesamt 12 Pokalsiegen.

## Teilnahme der Slowakei an der Fußball-Europameisterschaft
2016: im Achtelfinale an Deutschland gescheitert

## Teilnahme der Slowakei an der Fußball-Weltmeisterschaft
| 1994 in den USA        | nicht qualifiziert |
| 1998 in Frankreich     | nicht qualifiziert |
| 2002 in Südkorea/Japan | nicht qualifiziert |
| 2006 in Deutschland    | nicht qualifiziert |
| 2010 in Südafrika      | Achtelfinale       |
| 2014 in Brasilien      | nicht qualifiziert |

## Fußballer des Jahres in der Slowakei
Der erste Titelträger war 1993 Peter Dubovský. Rekordtitelträger ist mit drei Ernennungen Dušan Tittel.